# جعفر جوادی
جعفر جوادی سیاست‌مدار ایرانی بود، که در دوره بیست و چهارم مجلس شورای ملی بعنوان نماینده تبریز از استان آذربایجان شرقی در مجلس شورای ملی حضور داشت.
ايشان اصالتا اهل آذرشهر و ساكن محله روميان بودند و خدمات زيادي را براي شهر آذرشهر انحام دادند از جمله ساخت بيمارستان شهيد مدني قديم و كتابخانه و مدرسه جوادي بود ايشان حتي براي كارها و شكايت مردم عادي هم رسيدگي مي كردن و مردم شهر خاطراتي از رسيدگي ايشان و مردمي بودن ايشان نقل مي كنند. بعد از انقلاب ايشان دادگاهي شدند و حتي كساني كه در حقشان خوبي كرده بود به ايشان خيانت كردند. به گفته اهالي شهر ايشان در اثر تصادف كه علت آن هم مشخص نيست در تهران به لقاي حق شتافتند.